# Ariadna pilifera
Ariadna pilifera är en spindelart som beskrevs av O. Pickard-Cambridge 1898. Ariadna pilifera ingår i släktet Ariadna och familjen sexögonspindlar. Inga underarter finns listade i Catalogue of Life.